# Live (The Bouncing Souls)
Live è il primo album dal vivo del gruppo musicale statunitense The Bouncing Souls, pubblicato il 22 novembre 2005 dalla Chunksaah Records.

## Tracce
CD 1
1. Here We Go – 2:30
2. Sing Along Forever – 1:23
3. Say Anything – 1:18
4. That Song – 2:00
5. Cracked – 2:32
6. Kids and Heroes – 2:45
7. Kid – 2:27
8. The Something Special – 3:10
9. Punx in Vegas – 3:01
10. Joe Lies – 4:14
11. Argyle – 2:43
12. Private Radio – 2:03
13. I Like Your Mom – 0:48
14. Born Free – 1:35
15. East Coast! Fuck You! – 1:24

CD 2
1. The Ballad of Johnny X – 3:28
2. Anchors Aweigh – 2:10
3. Kate Is Great – 3:45
4. Hopeless Romantic – 1:43
5. Gone – 3:48
6. True Believers – 2:35
7. Apartment 5F – 2:35
8. Lamar Vannoy – 2:56
9. Born to Lose – 3:06
10. Fight to Live – 2:41
11. Manthem – 3:27
12. Ole – 1:12
13. The Freaks, the Nerds, and the Romantics – 2:30
14. Night on Earth – 4:59

## Formazione
- Greg Attonito – voce
- Pete Steinkopf – chitarra
- Bryan Kienlen – basso
- Michael McDermott – batteria